# Tom Clancy's EndWar
Tom Clancy's EndWar (укр. Том Кленсі. Остання війна людства) — відеогра у жанрі апокаліптичної стратегії в реальному часі, розроблена компанією Ubisoft Shanghai і видана компанією Ubisoft Entertainment на початку листопада 2008 року для основних ігрових консолей сьомого покоління і 24 лютого 2009 року для персональних комп'ютерів.

## Сюжет
Немислима подія відбулася в 2015 році. В результаті обміну ядерними ударами на Близькому Сході було вбито 20 мільйонів людей, та порушені світові поставки нафти. Ціна сирої нафти підстрибнула до позначки 800 доларів за барель. Рік по тому була усунена можливість виникнення світового ядерного конфлікту, коли США і Європа розгорнули комплексний космічний протиракетний щит. За ними пішла Російська Федерація зі своєю вдосконаленою системою ПРО. Міжконтинентальні балістичні ракети повністю застаріли. Росія стає основним постачальником енергоносіїв і переживає неймовірний економічний бум. На тлі економічних успіхів Російська Федерація швидко повертає собі статус основної наддержави і відновлює свою військову міць. А в цей час вся континентальна Європа об'єднується для створення Європейської Федерації. Цій новій нації судилося стати грізною наддержавою 21-го сторіччя. У 2020 році США завершують будівництво Зірки свободи (англ. Freedom Star), орбітальної військової платформи, що викликає численні суперечки і порушує світове розташування сил. Європейська Федерація з протестом виходить з НАТО. Відносини між Європою, США, і Росією стають все більш напруженими і скоро досягнуть критичної позначки. Світ застиг напередодні останньої війни. У грі є 9 навчальних сюжетних місій, з них 2 залежать від вибору фракції (після сьомої місії). В першій місії полковнику ЕФЄК (Елітного федеративного європейського корпусу) Антоніо Мальдіні дають завдання знищити наступаючі танки терористів в Хорватії. У другій місії в ролі полковника СБР США (Сил Швидкого Реагування Сполучених Штатів Америки) Джордана Тейлора відбиваємо напад на КЦ ім. Кеннеді у Флориді. Це перша з так званих «атак четвертого квітня». У третій відбиваємо атаку терористів на нафтозаводи в Розенбурзі (Голландія, Європейська Федерація). У четвертій місії відбиваємо в ролі полковника Спецназу РФ (Військ Спеціального Призначення Російської Федерації) Федора Савілова атаку на термоядерний реактор в Росії (взагалі колишньої Білорусі). Причому генерал-полковник Спецназу Сергій Ізотов ясно дає зрозуміти, що він відмінно обізнаний про атаку ще до її початку: «ось і вони, починають атаку, про яку в новинах оголосили 20 хвилин тому». У п'ятій місії американці захоплюють міністра оборони ЄФ Франсуа Пуллена. Закріпившись в порту Копенгагена, стримують натиск європейців. У шостій місії беремо командування військами ЄФ і відбиваємо порт Копенгагена. Після закінчення повідомляється про те, що конфлікт в Данії не переріс у війну. У сьомий місії ми дізнаємося, що саме Ізотов організувала атаки четвертого квітня, боячись потужного союзу Європи та Америки проти Росії. Під виглядом терористів російський спецназ полковника Савілова впроваджує в європейську ПРО комп'ютерний вірус «Стилет». Після місії бачимо ролик про те, що протиракетний супутник ЄФ через впроваджений вірус знищив корабель, що летить до військової космічної станції. США і РФ оголошують війну Європі. Але після нападу Росії на Польщу США оголошують війну і РФ. За вибором можна знищити резервний корабель американців чи інші дві цілі атак четверо квітня. Після цього відбувається операція із захисту столиці обраної держави. Третя Світова Війна почалася …

## Воюючі сторони і юніти
Всього в грі будуть присутні 4 воюючі сторони, з яких 3 іграбельні, котрі будуть представлені в основному спецназом. Це: Росія, Європа, США. Неіграбельной є т. н. «Забута армія» (англ. Forgotten Army) — таємна військово-терористична організація, що згадується в перших місіях.
У кожної зі сторін є 7 класів юнітів: стрільці, інженери, БТР, танк та САУ, вертольоти, а також командно-штабний автомобіль у супроводі піхоти (у Росії) або бойових роботів. Стрільці відмінно знищують інженерів, можуть удосконалюватися снайперами, системами маскування, цілевказівками артилерії, виявлення таких же «невидимок» і мін, а також закидання в будь-яке місце на карті. Інженери справляються з будь-якою технікою, доки перебувають в укритті або в будівлі, а також викликають загони охорони і працюють з протитанковими мінами. Танки знищують стрільців і БТРи, БТРи збивають гелікоптери та перевозять піхоту, вертольоти полюють на танки і артилерію.
Також присутня можливість додаткової підтримки: залучення загонів регулярної армії, авіаудар і електромагнітний імпульс. При розвитку юнітів в казармі, можна поліпшувати їх. Від простого конвою з декількох автомобілів і загонів солдатів до потужного конвою з декількох загонів солдатів, бронеавтомобілів і танків — для командно-штабного автомобіля, посилення атаки, захисту, швидкості пересування і спецвозможностей — для решти військ. Але це доступно тільки при проходженні кампанії.
Список юнітів (починаючи з США по юнітному принципом і з Росії за принципом сторін)
| Воююча сторона | Командно-штабний автомобіль | Стрільці        | Інженери        | БТР              | Танки            | САУ               | Вертольоти      |
| -------------- | --------------------------- | --------------- | --------------- | ---------------- | ---------------- | ----------------- | --------------- |
| Росія          | МАЗ-660 «Цар-павук»         | Загін «Альфа»   | Загін «Ведмеді» | БТР-112 «Тарган» | Т-100 «Шкуродер» | КВ-20 «Жуків»     | Ка-65 «Ревун»   |
| Європа         | LV-20 «Шарліман»            | Командос        | Гренадери       | AMZ-26 «Беджер»  | 1A3 «Пантера»    | AMZ-50 «Марксман» | RAH-6 «Гепард»  |
| США            | S1A5 «Ерчоун»               | Загін «Привиди» | Загін «Піонери» | M118 «фастбека»  | M5A2 «Шварцкопф» | M320 «Спартанець» | AH-80 «Блекфут» |

## Особливості
- Огляд в грі ведеться від другої особи (тобто камера прикута до обраного юніту), а також у режимі оперативно-тактичної карти (у випадку, якщо у гравця є командно-штабний автомобіль).
- У деяких юнітів можна угледіти ознаки реально існуючої техніки. Наприклад, бойові вертольоти кожної сторони дуже нагадують реально існуючі Ка-50,RAH-66 Comanche і AH-64 Apache. Також, основні бойові танки Росії і США схожі на M1A2 і Т-90
- Чисельність загонів у грі обмежена 12-ма загонами (6-ю в режимі 2x2 «Битва»).

## Мінімальні вимоги
- ЦПУ: Intel Core 2 Duo E4400 2,0 ГГц або AMD Athlon 64 X2 Dual Core 3,0 ГГц
- ОЗУ: 1 Гб для Windows XP і 2 Гб для Windows Vista * Відеокарта: Nvidia 7800GS або ATI 1800XT c 256 Мб ОЗУ і підтримуваної моделлю шейдер ів версії 3.0
- Місце на жорсткому диску: 10 Гб

## Цікаві факти
- Деякі командувачі потрапили в гру з інших ігор Тома Кленсі — Tom Clancy 's Rainbow Six та Tom Clancy's Ghost Recon Advanced Warfighter — наприклад, американський спецназ очолює генерал-лейтенант Скотт Мітчелл, протагоніст Ghost Recon Advanced Warfighter 2.
- Це ще одна з рідкісних стратегій, в якій є голосове керування.
- Одяг терористів в грі зовні нагадує одяг Phoenix Connection з Counter-Strike:Source.
- Статуя свободи знаходиться ближче, ніж звичайно (як в GTA) і розгорнута особою в ту ж сторону, що і в GTA4.
- Карта Дуковани вказана в 3 країнах. 1) На схід (неподалік) від Мінська — зазначено в брифінгах двох навчальних місій, 2) Польща — вказується в брифінгах в ході третього світової, 3) Чехія — зазначено на офіційному сайті;
- Сюжет дуже подібний з серією ігор CoD:MW:
  - Так наприклад, у росіян є багато соціалістичних символів, хоча прапор залишився російський, а не радянський.
  - В казармах колір уніформи росіян можна поміняти на колір з CoD:MW.
  - Росія користується підтримкою Близького Сходу для відволікання Америки і Європи.
  - Вибухи в Саудівській Аравії: з офіційних джерел. Можна припустити, що вибух був в 2015 і забрав 6 млн, а до 2016 померло 20 млн, а з часу вибуху так само проходить 5 років до 3-їй світової війни (хоча тут є нестикування, адже за сюжетом CoD:MW третя світова сталася якраз в 2015-16 роках, в той час як в EndWar приблизно не після, а в 2020 році, хоча в CoD:MW, крім непрямих вказівок (з помилками), це не вказано).
  - В місії «Турбулентність» в CoD:MW3 з президентом Росії на одній зі стін можна побачити портрет президента Копалкіна (третій зліва).
  - На одній зі стін у Празі є напис на «EndWar» англійською, яка на чеську мову була переведена — «кінець війни».
  - В обох іграх головними лиходіями і призвідниками війни є росіяни.
  - Герб Росії в обох іграх один і той же — орел зі стрілами в одній лапі і з мечем в іншій.
  - В обох іграх використовуються ті ж види техніки.